# Obert Internacional d'Escacs «Villa de Benasque»
L'Obert Internacional d'Escacs «Villa de Benasque» és un torneig d'escacs que es juga a Benasc (Espanya). El torneig és vàlid per Elo FIDE i FEDA. Fou declarat el millor torneig de l'Estat Espanyol a la llista dels 25 millors torneigs de la FEDA.

## Edicions

### 2015
La XXXVè edició tingué la presència de 417 jugadors de 37 països diferents, entre ells 105 titulats dels quals 37 eren Grans Mestres i 33 Mestres Internacionals. La mitjana d'elo dels 10 millors va ser de 2618, encapçalats per Maxim Rodshtein, Ferenc Berkes i Julio Granda Zúñiga A la clausura del torneig, a més del repartiment de premis dels guanyadors, es va distingir al primer guanyador de l'Obert, l'uruguaià Lincoln Maiztegui, el Gran Mestre finlandès Heikki Westerinen pels seus més de 30 participacions i al més veterà dels participants, l'aragonès Juan Codina amb 92 anys. Nieves García fou la millor jugadora femenina i del tram 2101 i 2200 d'Elo.

## Quadre d'honor
Quadre de totes les edicions amb els tres primers de la classificació general:
| Any  | Edició        | Campió                         | Subcampió            | Tercer                    |
| ---- | ------------- | ------------------------------ | -------------------- | ------------------------- |
| 1981 | I Obert       | Lincoln Maiztegui              |                      |                           |
| 1982 | II Obert      | Jesús María de la Villa García |                      |                           |
| 1983 | III Obert     | Tomás Wellin                   |                      |                           |
| 1984 | IV Obert      | Óscar Castro                   |                      |                           |
| 1985 | V Obert       | Juan Mario Gómez Esteban       |                      |                           |
| 1986 | VI Obert      | Manuel Rivas Pastor            |                      |                           |
| 1987 | VII Obert     | Juan Carlos Gil Reguera        |                      |                           |
| 1988 | VIII Obert    | Javier Gil Capape              |                      |                           |
| 1989 | IX Obert      | Ariel Sorin                    |                      |                           |
| 1990 | X Obert       | Gerardo Barbero                |                      |                           |
| 1991 | XI Obert      | Walter Arencibia               |                      |                           |
| 1992 | XII Obert     | Aleksei Vijmanavin             |                      |                           |
| 1993 | XIII Obert    | Gilberto Hernández             |                      |                           |
| 1994 | XIV Obert     | Lev Psakhis                    |                      |                           |
| 1995 | XV Obert      | Mihai Șubă                     |                      |                           |
| 1996 | XVI Obert     | Oleg Kornéiev                  |                      |                           |
| 1997 | XVII Obert    | Aleksandr Dèltxev              |                      |                           |
| 1998 | XVIII Obert   | Roberto Cifuentes Parada       | Guiorgui Guiorgadze  | Alexander Baburin         |
| 1999 | XIX Obert     | Davor Komljenovic              |                      |                           |
| 2000 | XX Obert      | Mihail Marin                   |                      |                           |
| 2001 | XXI Obert     | Elizbar Ubilava                |                      |                           |
| 2002 | XXII Obert    | Karen Movsziszian              |                      |                           |
| 2003 | XXIII Obert   | Oleg Kornéiev                  |                      |                           |
| 2004 | XXIV Obert    | Pàvel Eliànov                  |                      |                           |
| 2005 | XXV Obert     | Krishnan Sasikiran             | Michael Oratovsky    | Rashad Babaev             |
| 2006 | XXVI Obert    | Oleg Kornéiev                  | Elizbar Ubilava      | Nijat Mammadov            |
| 2007 | XXVII Obert   | Felix Levin                    | Tamaz Guelaixvili    | Stanislav Sàvtxenko       |
| 2008 | XXVIII Obert  | Julio Granda Zúñiga            | Levan Aroshidze      | Elizbar Ubilava           |
| 2009 | XXIX Obert    | Mihail Marin                   | Kiril Gueorguiev     | Zavèn Andriassian         |
| 2010 | XXX Obert     | Kiril Gueorguiev               | Eltaj Safarli        | Hrant Melkumian           |
| 2011 | XXXI Obert    | Tigran L. Petrossian           | Julio Granda Zúñiga  | Aleksandr Dèltxev         |
| 2012 | XXXII Obert   | Dan Zoler                      | Pendyala Harikrishna | Renier Vázquez Igarza     |
| 2013 | XXXIII Obert  | Eduardo Iturrizaga             | Maksim Rodshtein     | Aleksandr Dèltxev         |
| 2014 | XXXIV Obert   | Hrant Melkumian                | Jorge Cori Tello     | Miquel Illescas i Córdoba |
| 2015 | XXXV Obert    | Baskaran Adhiban               | Julio Granda Zúñiga  | Jorge Cori Tello          |
| 2016 | XXXVI Obert   | Krishnan Sasikiran             | Andrei Baryshpolets  | Iuri Kuzúbov              |
| 2017 | XXXVII Obert  | Tamás Bánusz                   | Péter Prohászka      | Iuri Kuzúbov              |
| 2018 | XXXVIII Obert | Péter Prohászka                | Eduardo Iturrizaga   | Daniel Forcén Esteban     |
| 2019 | XXXIX Obert   | Robert Hovhannisian            | Mateusz Bartel       | Aleksandar Indjic         |

El 2020 es va haver d'anul·lar a causa de la Pandèmia COVID-19.